# 迎町停留場
迎町停留場（むかえまちていりゅうじょう）は、かつて熊本県熊本市にあった熊本市交通局川尻線に属した電停（廃駅）である。

## 構造
- 長六橋際の迎町側から白川下流寄りに入った地点に相対式2面2線であった。

## 歴史
- 1927年（昭和2年）5月25日 熊本電気軌道の当電停 - 泰平橋間開業と共に開設。
- 1945年（昭和20年）12月1日 熊本市が百貫線と共に川尻線買収、熊本市交通局の路線となる。
- 1959年（昭和34年）4月1日 川尻線の辛島町直通開始により起点を慶徳校前に変更。
- 1965年（昭和40年）2月21日 川尻線廃止に伴い、当駅も廃止。

## 現在
- 軌道跡は市道に転換し、2代目・長六橋の橋名板がある地点が電停跡である。

## 隣の停留場
熊本市交通局
川尻線
慶徳校前電停 - 迎町電停 - 泰平橋電停